# Бєлянін Андрій Олегович
Андрій Олегович Бєлянін (рос. Андрей Олегович Белянин) — російський прозаїк і поет у жанрі фентезі.

## Біографія
Андрій Бєлянін народився 24 січня 1967 року в Астрахані. Відівчившись 8 років в школі, він вступив в Астраханське художнє училище імені Власова на живописно-педагогічне відділення.
В кінці 4 курсу почав професійно займатися поезією. Відслужив 2 роки на кордоні з Туреччиною в складі Новоросійського прикордонного загону. Андрій пишається цим і не вважає час служби в армії втраченим.
У 1994 році був прийнятий до Спілки письменників Росії, будучи на той момент автором трьох поетичних збірок і казок «Рудий і Смугастий», «Орден фарфорових лицарів», і пройшовши два семінари і в прозі, і в поезії.
У 1995 році, після публікації цих творів в журналі «Юність», отримав від видавництва «Армада» пропозицію про співпрацю. Видавництву сподобався «самвидавчу» варіант повісті Джек Божевільний король.
Працював викладачем в школі, заступником голови місцевого відділення Спілки письменників Росії, керував літературною студією, випускав газети, публікував вірші поетів-початківців.
12 травня 2004 року 13-річного сина Андрія Бєляніна - Івана - викрали і вбили його однокласник і його старший брат. За словами слідчого, старшого з убивць уже звинувачували у викраденні й убивстві свого однолітка, однак, будучи на той момент неповнолітнім, до кримінальної відповідальності його не притягували; цього разу його було засуджено до 18 років позбавлення волі. Щодо молодшого, якого співробітники правоохоронних органів вважали організатором злочину, справу було припинено через його неповноліття. Згодом він також був викрадений і вбитий.
В 2014 році брав участь в війні проти України, а саме — в окупації Автономної Республіки Крим, за що отримав від міністра оборони РФ Шойгу (зі слів самого Бєляніна) медаль «За повернення Криму». 
У 2017 році був внесений до бази сайту «Миротворець».
В 2018 році на згадку про сина Андрій Бєлянін збудував невелику каплицю на території школи, де навчався Іван.

### Книги у циклах
| Назва циклу                | Рік видання | Оригінальна назва                    | Назва твору                              | Примітки                                                     |
| -------------------------- | ----------- | ------------------------------------ | ---------------------------------------- | ------------------------------------------------------------ |
| Меч Без Імені              | 1997        | Меч Без Имени                        | Меч Без Імені                            |                                                              |
| Меч Без Імені              | 1998        | Свирепый ландграф                    | Лютий ландграф                           |                                                              |
| Меч Без Імені              | 1998        | Век святого Скиминока                | Вік святого Скімінока                    |                                                              |
| Меч Без Імені              | 2005        | Меч Без Имени                        | Меч Без Імені                            | *Збірник з 3-х оповідань                                     |
| Джек Божевільний король    | 1996        | Джек Сумасшедший король              | Джек Божевільний король                  |                                                              |
| Джек Божевільний король    | 1997        | Джек и тайна древнего замка          | Джек і таємниця стародавнього замку      |                                                              |
| Джек Божевільний король    | 1998        | Джек на Востоке                      | Джек на Сході                            |                                                              |
| Джек Божевільний король    | 1998        | Джек Сумасшедший король              | Джек Божевільний король                  | *Збірник з 3-х оповідань                                     |
| Моя жена - ведьма          | 1999        | Моя жена - ведьма                    | Моя дружина - відьма                     |                                                              |
| Моя жена - ведьма          | 2001        | Сестренка из преисподней             | Сестричка з пекла                        |                                                              |
| Моя жена - ведьма          | 2005        | Моя жена - ведьма                    | Моя дружина - відьма                     | *Збірник з 2-х оповідань                                     |
| Таємний розшук царя Гороха | 1999        | Тайный сыск царя Гороха              | Таємний розшук царя Гороха               | *Збірник з 2-х оповідань                                     |
| Таємний розшук царя Гороха | 1999        | Заговор Черной мессы                 | Змова Чорної меси                        | *Збірник з 2-х оповідань                                     |
| Таємний розшук царя Гороха | 2000        | Летучий корабль                      | Летючий корабель                         |                                                              |
| Таємний розшук царя Гороха | 2002        | Отстрел невест                       | Відстріл наречених                       |                                                              |
| Таємний розшук царя Гороха | 2004        | Дело трезвых скоморохов              | Справа тверезих скоморохів               |                                                              |
| Таємний розшук царя Гороха | 2006        | Опергруппа в деревне                 | Опергрупа в селі                         |                                                              |
| Таємний розшук царя Гороха | 2009        | Жениться и обезвредить               | Одружитися і знешкодити                  |                                                              |
| Таємний розшук царя Гороха | 2014        | Ржавый меч царя Гороха               | Іржавий меч царя Гороха                  |                                                              |
| Таємний розшук царя Гороха | 2015        | Чёрный меч царя Кощея                | Чорний меч царя Кощія                    |                                                              |
| Таємний розшук царя Гороха | 2017        | Взять живым мертвого                 | Взяти живим мертвого                     |                                                              |
| Багдадський злодій         | 2002        | Багдадский вор                       | Багдадський злодій                       |                                                              |
| Багдадський злодій         | 2006        | Посрамитель шайтана                  | Посрамитель шайтана                      |                                                              |
| Багдадський злодій         | 2012        | Верните вора!                        | Поверніть злодія!                        |                                                              |
| Багдадський злодій         | 2013        | Багдадский вор                       | Багдадський злодій                       | *Збірник з 3-х оповідань                                     |
| Професійний перевертень    | 2002        | Профессиональный оборотень           | Професійний перевертень                  | у співавторстві з Галиною Чорною                             |
| Професійний перевертень    | 2003        | Каникулы оборотней                   | Канікули перевертнів                     | у співавторстві з Галиною Чорною                             |
| Професійний перевертень    | 2004        | Хроники оборотней                    | Хроніки перевертнів                      | у співавторстві з Галиною Чорною                             |
| Професійний перевертень    | 2007        | Возвращение оборотней                | Повернення перевертнів                   | у співавторстві з Галиною Чорною                             |
| Професійний перевертень    | 2009        | Истории оборотней                    | Історії перевертнів                      | у співавторстві з Галиною Чорною                             |
| Професійний перевертень    | 2010        | Приключения оборотней                | Пригоди перевертнів                      | *Збірник окремих оповідань, у співавторстві з Галиною Чорною |
| Професійний перевертень    | 2013        | Архивы оборотней                     | Архіви перевертнів                       | у співавторстві з Галиною Чорною                             |
| Професійний перевертень    | 2019        | Мемуары оборотней                    | Мемуари перевертнів                      | у співавторстві з Галиною Чорною                             |
| Козак на тому світі        | 2005        | Казак в раю                          | Козак у раю                              |                                                              |
| Козак на тому світі        | 2008        | Казак в аду                          | Козак у пеклі                            |                                                              |
| Ааргх                      | 2007        | Ааргх                                | Ааргх                                    |                                                              |
| Ааргх                      | 2009        | Ааргх в эльфятнике                   | Ааргх в ельфятнику                       |                                                              |
| Ааргх                      | 2010        | Ааргх на троне                       | Ааргх на троні                           |                                                              |
| Ааргх                      | 2013        | Ааргх                                | Ааргх                                    | *Збірник з 3-х оповідань                                     |
| Оборотне місто             | 2010        | Оборотный город                      | Оборотне місто                           |                                                              |
| Оборотне місто             | 2011        | Колдун на завтрак                    | Чаклун на сніданок                       |                                                              |
| Оборотне місто             | 2013        | Хватай Иловайского!                  | Хапай Іловайського!                      |                                                              |
| Детектив із Мокрих Псів    | 2011        | Лайнер вампиров                      | Лайнер вампірів                          | у співавторстві з Галиною Чорною                             |
| Детектив із Мокрих Псів    | 2012        | Все арестованы!                      | Усіх заарештовано!                       | у співавторстві з Галиною Чорною                             |
| Детектив із Мокрих Псів    | 2015        | Отель "У призрака"                   | Готель "У привида"                       | у співавторстві з Галиною Чорною                             |
| Абіфасдон і Азріелла       | 2011        | Демон по вызову                      | Демон за викликом                        |                                                              |
| Абіфасдон і Азріелла       | 2017        | Демон с соседней улицы               | Демон із сусідньої вулиці                |                                                              |
| Граничари                  | 2013        | Замок Белого Волка                   | Замок Білого Вовка                       |                                                              |
| Граничари                  | 2014        | Дочь Белого Волка                    | Дочка Білого Вовка                       |                                                              |
| Граничари                  | 2016        | Клан Белого Волка                    | Клан Білого Вовка                        |                                                              |
| Граничари                  | 2018        | Честь Белого Волка                   | Честь Білого Вовка                       |                                                              |
| Ланцюгові пси Імперії      | 2014        | Цепные псы Империи                   | Ланцюгові пси Імперії                    |                                                              |
| Ланцюгові пси Імперії      | 2015        | Пуля для императора                  | Куля для імператора                      |                                                              |
| Гаврюша і Красиві          | 2015        | Гаврюша и Красивые                   | Гаврюша і Красиві                        | у співавторстві з Ігорем Касиловим                           |
| Гаврюша і Красиві          | 2019        | Гаврюша и Красивые. Два домовых дома | Гаврюша і Красиві. Два будинкові будинки | у співавторстві з Ігорем Касиловим                           |
| Мій учитель Лис            | 2018        | Мой учитель Лис                      | Мій учитель Лис                          |                                                              |
| Мій учитель Лис            | 2018        | Египетская сила                      | Єгипетська сила                          |                                                              |
| Мій учитель Лис            | 2019        | Воздушный поцелуй                    | Повітряний поцілунок                     |                                                              |
| Мій учитель Лис            | 2021        | Сэр рыцарь Лис                       | Сер лицар Лис                            |                                                              |
| Той, хто виганяє бісів     | 2019        | Изгоняющий бесов                     | Той, хто виганяє бісів                   |                                                              |
| Той, хто виганяє бісів     | 2019        | Орден бесогонов                      | Орден бісогонів                          |                                                              |
| Той, хто виганяє бісів     | 2020        | Бесогон на взводе!                   | Бісогон на взводі!                       |                                                              |
| Яжмаг                      | 2021        | Яжмаг                                | Яжмаг                                    | ISBN: 978-5-9922-3383-4                                      |
| Яжмаг                      | 2022        | Яжмаг вне закона                     | Яжмаг поза законом                       | ISBN: 978-5-9922-3439-8                                      |
| Яжмаг                      | 2022        | Клуб отверженных магов               | Клуб знедолених магів                    | ISBN: 978-5-9922-3482-4                                      |
| ЧВК Херсонес               | 2023        | ЧВК Херсонес                         | ПВК Херсонес                             | ISBN: 978-5-222-40050-0                                      |
| ЧВК Херсонес               | 2024        | ЧВК Херсонес – 2                     | ПВК Херсонес – 2                         | ISBN: 978-5-222-42577-0                                      |

### Окремі твори
| Рік видання | Оригінальна назва            | Назва твору                    | Примітки                               |
| ----------- | ---------------------------- | ------------------------------ | -------------------------------------- |
| 2000        | Рыжий рыцарь                 | Рудий лицар                    |                                        |
| 2003        | Вкус вампира                 | Смак вампіра                   |                                        |
| 2004        | Охота на гусара              | Полювання на гусара            |                                        |
| 2009        | Лана                         | Лана                           |                                        |
| 2012        | Моцарт                       | Моцарт                         |                                        |
| 2013        | Сотник и басурманский царь   | Сотник і басурманський цар     | *збірник                               |
| 2016        | Ночь на хуторе близ Диканьки | Ніч на хуторі поблизу Диканьки |                                        |
| 2020        | Ученица царя Обезьян         | Учениця царя Мавп              | у співавторстві з Дар'я Менделєєва     |
| 2020        | Кицунэ                       | Кіцуне                         |                                        |
| 2020        | Взять Чумазого!              | Взяти Чумазого!                | у співавторстві з Валерієм Атамашкіним |
| 2021        | Стреляй, напарник!           | Стріляй, напарнику!            | у співавторстві з Олексієм Табаликіним |
| 2021        | Дочь Дракулы                 | Дочка Дракули                  | у співавторстві з Дар'я Менделєєва     |

### Вірші
| Рік видання | Оригінальна назва     | Назва                 | Примітки |
| ----------- | --------------------- | --------------------- | -------- |
| 2003        | Пастух медведей       | Пастух ведмедів       |          |
| 2017        | Четырнадцатый апостол | Чотирнадцятий апостол |          |

### П'єси
| Рік видання | Оригінальна назва             | Назва                          | Примітка   |
| ----------- | ----------------------------- | ------------------------------ | ---------- |
| 2019        | Собака на сене и Бейкер-стрит | Собака на сіні та Бейкер-стріт | аудіокнига |

### Переклад і редакція
| Рік видання | Оригінальна назва    | Назва                | Автор твору             | Примітка |
| ----------- | -------------------- | -------------------- | ----------------------- | -------- |
| 2005        | Меч, магия и челюсти | Меч, магія та щелепи | Христо Димитров Пощаков |          |
| 2007        | Тень кота-вампира    | Тінь кота-вампіра    | Karen Mahoney           |          |
| 2009        | Веслом по фьорду!    | Веслом по фіорду!    | Plamen Mitrev           |          |
| 2009        | Гаси Америку!        | Гаси Америку!        | Христо Димитров Пощаков |          |

## Фільмографія
- Казачьи сказки (Чехія) — 2006
- Казачья сказка (Росія) — 2013

## Відзнаки
- Двічі лауреат грамоти МВС України за створення «позитивного іміджу працівника міліції».

- У 2001 році видавництвом «Альфа-книга» заснована щорічна премія «Меч Без Імені» з метою «заохочення молодих і невідомих авторів, які працюють в жанрі гостросюжетної і гумористичної фантастики, і відродження кращих традицій вітчизняної літератури»[6].

- 31 березня 2009 року вручена медаль ім. Н. В. Гоголя[7].

- В кінці березня 2013 року на фестивалі РосКон був оголошений фантастом року (у 2012 році саме у нього були найбільші тиражі)[8].

- 6 квітня 2017 року було оголошено, що за підсумками голосування Всеросійського журі премії «Аеліта» лауреатом 2017 року став Андрій Бєлянін.